# سنت دنیس، کورن‌وال
سنت دنیس (به انگلیسی: St Dennis) یک روستا و محله مدنی در بریتانیا است که در کورنوال واقع شده‌است. سنت دنیس ۲٬۷۸۵ نفر جمعیت دارد.